# 王滨街道
王滨街道，是中华人民共和国辽宁省沈阳市浑南区下辖的一个乡镇级行政单位。

## 行政区划
王滨街道下辖以下地区：
王滨社区、王滨村、富家村、魏家村、东八家子村、后沟村、中华寺村、尖山子村和荒地沟村。